# ABU TV ソング・フェスティバル2021
ABU TV ソング・フェスティバル2021 (ABU TV Song Festival 2021)は、アジア太平洋放送連合 (ABU) 加盟放送局によって開催される、アジア規模の音楽コンテスト。

## 概要
アジア・太平洋地域から10組が出場。新型コロナウイルスに伴い、昨年と同様にオンライン開催となった。
マレーシア・クアラルンプールのスタジオから、Sharizan BorhanとAzura Zainalの司会により進行された。各国からの歌唱VTRを繋ぐ形で、Youtube Liveでの配信を行った。
オンライン配信では、昨年はなかった英訳された歌詞テロップが表示されている。
NHKでは、12月30日の深夜0時35分から放送される予定である。

## 参加国・地域
曲名の和訳はNHKでの放送に基づく。
| 国・地域     | 歌手                            | 曲名                                                                         |
| ------------ | ------------------------------- | ---------------------------------------------------------------------------- |
| インド       | SUMMERSALT                      | Public Adress System Of The Khasi People （ホイ・キウ （カシ族の町内放送）） |
| トルコ       | İlyas Yalçıntaş                 | Come My Sky （おいで、私の空よ）                                             |
| マカオ       | Dr. Jen                         | Say You Love Me （愛していると言ってくれ）                                   |
| 韓国         | ITZY                            | LOCO                                                                         |
| ベトナム     | The Pentatonic                  | White Snow And Red Azalea （白い雪と赤いアザレア）                           |
| インドネシア | Denny & Nonoi with Mixline Band | Sense Of Nusantara （インドネシア～魅惑の島々～）                            |
| 日本         | milet                           | inside you                                                                   |
| ブルネイ     | Suzan Maidin                    | I AM A Woman （私は女）                                                      |
| マレーシア   | Amir Jahari                     | Ingga （イライラする）                                                       |
| カザフスタン | Amre                            | Waves Of Life （人生は海だ）                                                 |